# 1811 en musique classique
| \| • Retour à la chronologie générale de la musique classique • \| |
| Grèce • Rome • Haut Moyen Âge • VIIIe siècle • IXe siècle • Xe siècle • XIe siècle XIIe siècle • XIIIe siècle • XIVe siècle • XVe siècle • XVIe siècle • XVIIe siècle XVIIIe siècle • XIXe siècle • XXe siècle • XXIe siècle |
| • Retour à la chronologie générale de la musique classique • |

| Années en musique classique : 1808 - 1809 - 1810 - 1811 - 1812 - 1813 - 1814    |
| Décennies en musique classique : 1780 - 1790 - 1800 - 1810 - 1820 - 1830 - 1840 |

Cet article présente les faits marquants de l'année 1811 en musique.

## Événements
- 5 avril: concertino pour clarinette et orchestre de Carl Maria von Weber, créé à Munich par le clarinettiste Heinrich Bärmann.
- 4 juin : Abu Hassan, opéra de Carl Maria von Weber, créé à Munich.
- 1er novembre : I solitari (it) de Carlo Coccia, au Teatro San Moisè de Venise
- 28 novembre : Le Concerto pour piano no 5 de Beethoven, créé à Leipzig.
- 9 décembre : La Société Royale de la Grande Harmonie, orchestre d'harmonie créé le 9 décembre 1811 au café La Bourse d'Amsterdam rue du Marché Aux Poulets à Bruxelles.

## Prix de Rome
1er Prix : Hippolyte Chélard, 2e Prix : Félix Cazot avec la cantate Ariane.

## Naissances

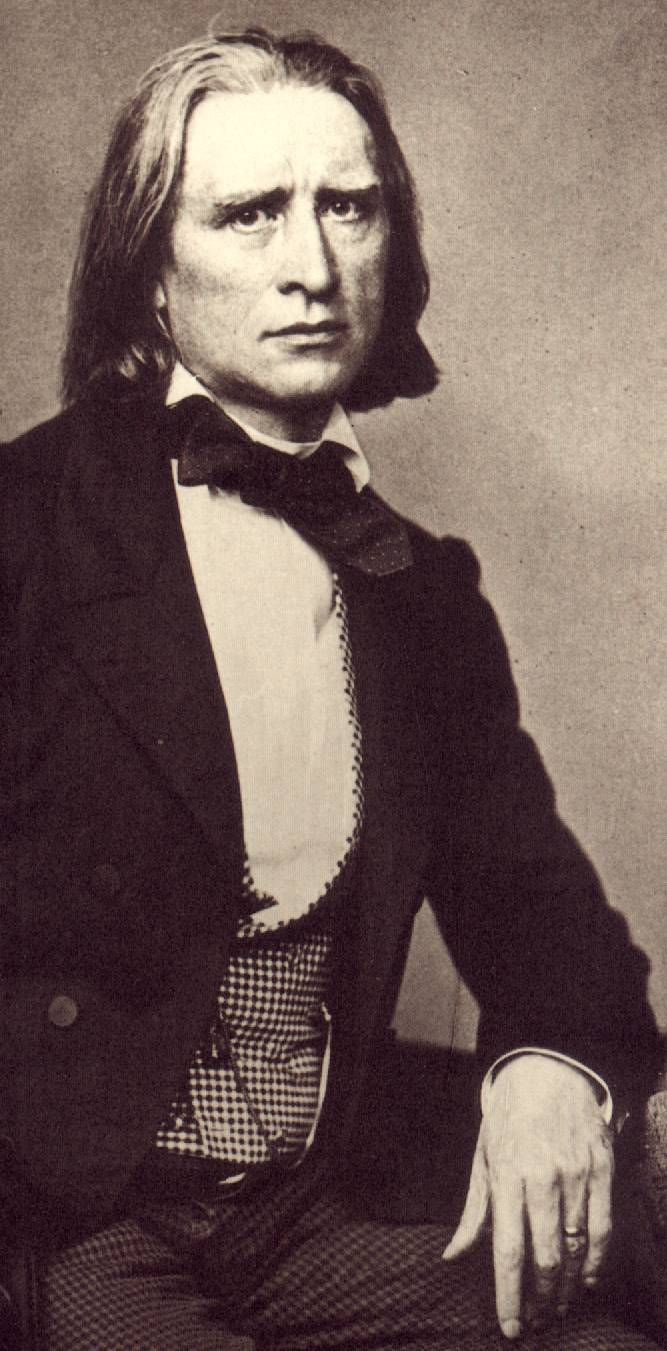
Franz Liszt

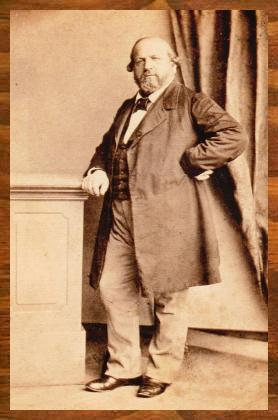
Ferdinand Hiller

- 15 janvier : Alexandre Chevillard, violoncelliste, professeur et compositeur belge († 20 décembre 1877).
- 4 février : Aristide Cavaillé-Coll, facteur d'orgue français († 13 octobre 1899).
- 23 février : Jules Godefroid, harpiste et compositeur belge († 27 février 1840).
- 27 février : Katharina Tomaselli, chanteuse d'opéra autrichienne († 6 juin 1857).
- 13 mars : Camille-Marie Stamaty, pianiste, compositeur et pédagogue français († 19 avril 1870).
- 23 mars : Wilhelm Taubert, compositeur allemand († 7 janvier 1891).
- 14 avril : Félix Le Couppey, pianiste, compositeur et pédagogue français († 4 juillet 1887).
- 17 avril : Ann Mounsey, pianiste, compositrice et organiste anglaise († 24 juin 1891).
- 5 mai : Eugène Cormon, librettiste français († mars 1903).
  - Claude-Marie-Mécène Marié de L'Isle, musicien et chanteur d'opéra français († 14 août 1879).
  - Giulia Grisi, soprano italienne († 29 novembre 1869)
- 19 juin : Joseph Massart, violoniste belge († 13 février 1892).
- 4 juillet : Marie Pleyel, pianiste belge († 30 mars 1875).
- 16 juillet : Ernest Mocker, artiste lyrique et metteur en scène français († 3 octobre 1895).
- 19 juillet : Vinzenz Lachner, compositeur et chef d'orchestre allemand († 22 janvier 1893).

- 5 août : Ambroise Thomas, compositeur français († 12 février 1896).
- 21 octobre : Filippo Colini, baryton italien d'opéra († 1863).
- 22 octobre : Franz Liszt, compositeur et pianiste hongrois († 31 juillet 1886).
- 24 octobre : Ferdinand Hiller, compositeur, chef d'orchestre et pédagogue allemand († 11 mai 1885).
- 14 novembre : Vincenzo Jacovacci, impresario et directeur d'opéra italien († 30 mars 1881).
- 17 novembre : Émilien Pacini, librettiste français d'origine italienne († 23 novembre 1898).
- 23 novembre : Julius Pisařowitz, clarinettiste et professeur de musique bohémien († 24 mai 1881).
- 26 novembre : Franz Brendel, critique musical, journaliste et musicologue allemand († 25 novembre 1868).
- 28 novembre : Ignazio Marini, chanteur d'opéra italien († 29 avril 1873).
- 2 décembre : Xavier Boisselot, compositeur et facteur de pianos français († 8 avril 1893).

Date indéterminée
- Benjamin Lumley, impresario et directeur d'opéra britannique († 17 mars 1875).
- Antoine Orlowski, violoniste, chef d'orchestre, compositeur et pédagogue polonais († 11 février 1861).
- Bartolomeo Pisani, musicien italien († 1876).

## Décès

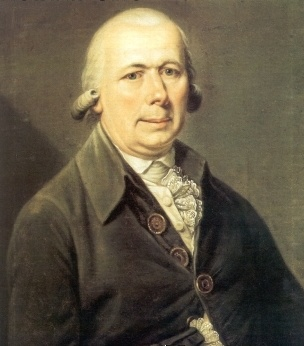
Ignaz Fränzl

- 25 février : Louis Rigel, pianiste et compositeur français (° 1769).
- 27 février : Joseph Leutgeb, corniste autrichien, ami de Mozart (° 6 octobre 1732).
- 12 mai : Louis-Charles-Joseph Rey, violoncelliste français (° 26 octobre 1738).
- 20 août : Dorothea Wendling, cantatrice allemande (° 21 mars 1736).
- 6 septembre : Ignaz Fränzl, compositeur et violoniste allemand (° 3 juin 1736).
- 23 septembre : Thomas Ebdon, organiste, chef d’orchestre et compositeur anglais (° 1738).
- 13 octobre : Johann Friedrich Schubert, compositeur et violoniste allemand (° 17 décembre 1769).
- 25 décembre : Anton Ferdinand Titz, compositeur allemand (° vers 1742).

Date indéterminé
- avant avril : Barbara Ployer, pianiste autrichienne (° 2 septembre 1765).
- Marie-Elizabeth Cléry, harpiste et compositrice française (° 10 novembre 1762).
- Vojtěch Nudera, compositeur bohémien  (° 1748).